# Dyaul
Dyaul is een eiland in Papoea-Nieuw-Guinea. Het is 110 vierkante kilometer groot en het hoogste punt is 226 meter.
De volgende zoogdieren komen er voor:
- Dobsonia anderseni
- Dobsonia praedatrix
- Macroglossus minimus
- Melonycteris melanops
- Nyctimene albiventer
- Rousettus amplexicaudatus